# Standard de temps

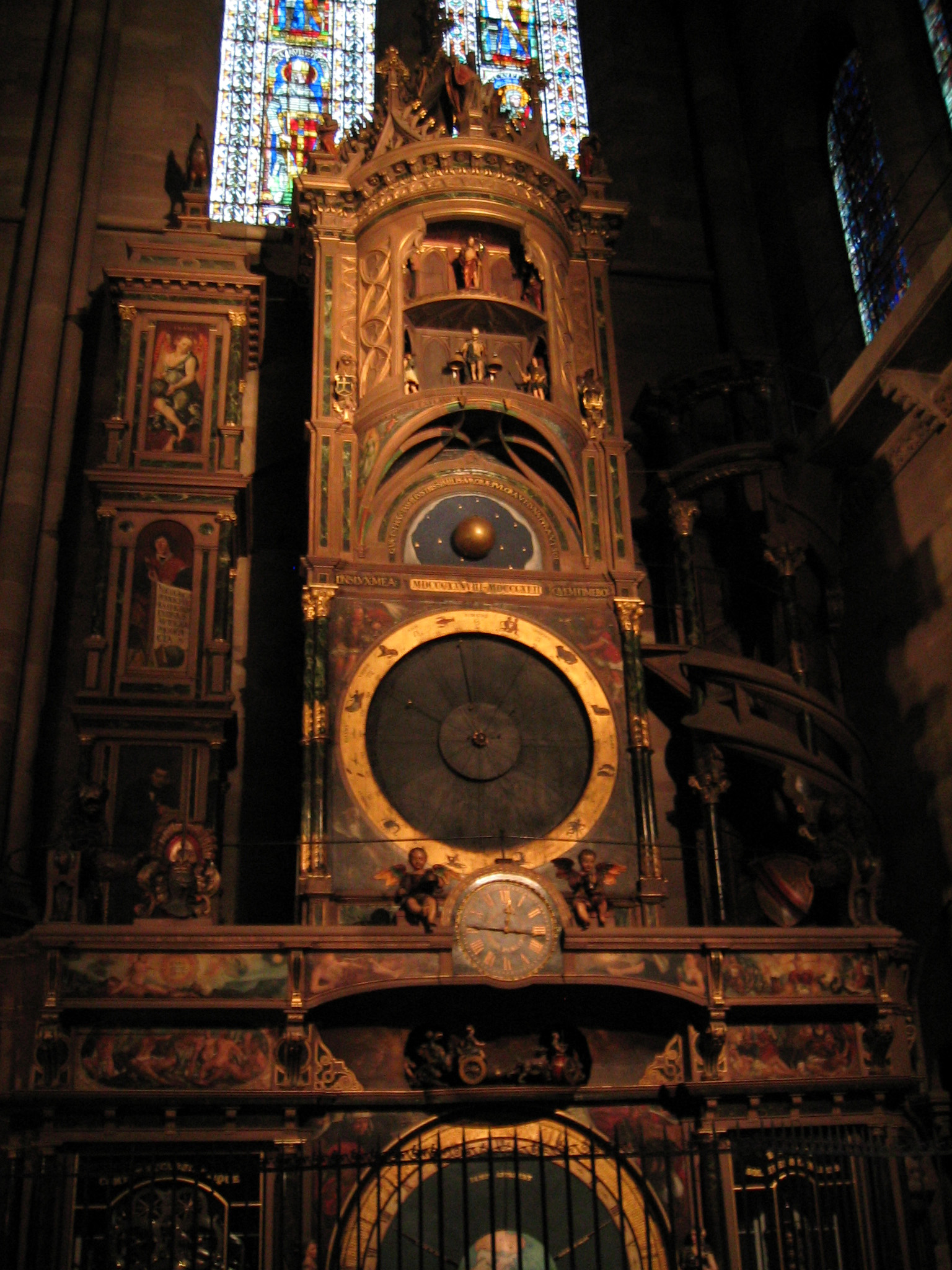
L'horloge astronomique de Strasbourg.

Un Standard de temps est la spécification soit du rythme du temps qui passe soit de temps fixes, soit des deux. Par exemple le standard du temps civil spécifie les deux à la fois: les intervalles temporels et l'heure du temps.
Historiquement, les standards de temps ont été basés sur la période de rotation terrestre. Cependant la rotation de la Terre n'est pas uniforme. Dans un premier temps la référence à la rotation terrestre fut remplacée par l'intervalle correspondant à la période de révolution de la Terre autour du Soleil. Du fait de la complexité de son usage et des mesures celle-ci fut remplacée, à la suite des progrès réalisés dans la mesure du temps, par les intervalles de temps basés sur les propriétés de l'atome, intervalles comptés par les horloges atomiques.
L'intervalle de temps de référence reconnu internationalement est la seconde du SI. Les autres intervalles de temps courants, (minutes, heures, jours,mois et années) sont basés sur la seconde.

## Quelques standards de temps
- Le Temps solaire est basé sur le jour solaire, qui est la période de temps entre deux passages du soleil au méridien local. Un jour solaire dure 24 heures en moyenne. Cependant, les effets des caractéristiques de la révolution de la Terre autour du Soleil et de la rotation de la Terre entraînent des variations qui peuvent atteindre jusqu'à 15 minutes par rapport à la durée moyenne du temps solaire, c'est l'équation du temps. Le Temps solaire corrigé de l'équation du temps donne le Temps moyen.

- Le temps universel Universal Time (UT) est une échelle de temps basée sur le jour solaire, définie d'une manière aussi uniforme que possible, malgré les variations de la rotation terrestre. Il se décline en :

- - UT0 qui résulte de la mesure brute de la période de rotation de la Terre en un lieu d'observation. Il est mesuré d'après le mouvement diurne des étoiles ou selon des sources radio extra terrestres.

- - UT1 qui est déduit d'UT0 par correction de l'effet du mouvement du pôle sur la longitude du site d'observation. Il n'est pas uniforme à cause des irrégularités de la rotation terrestre.

- Le Temps atomique international  (TAI) est le standard de temps international. Le TAI est placé sous la responsabilité du BIPM (Bureau International des Poids et Mesures), et est calculé d'après la comparaison des marches d'environ 300 horloges atomiques dans le monde, chacune étant corrigée des effets de son environnement et de la relativité.

- Le temps universel coordonné (UTC) diffère du TAI par un nombre entier de secondes. L'UTC est maintenu dans un intervalle de 0,9 seconde de l'UT1 par l'introduction éventuelle de secondes intercalaires. C'est en pratique la base du temps en usage à l'échelle internationale.

- Le temps légal ou temps civil est l'heure en vigueur dans un pays ou une région donnés. Elle est déduite de l'UTC par addition ou soustraction d'un certain nombre d'heures (le plus souvent des heures pleines), de manière que le nouveau jour débute approximativement au milieu de la nuit locale. Ce décalage horaire peut être modifié, en règle générale d'une heure, deux fois par an : c'est le système d'heure d'été/heure d'hiver.

- Greenwich Mean Time (GMT) est le temps du méridien de base de Greenwich, près de Londres. GMT était le temps standard international pour le temps civil; il n'est plus en vigueur, ni techniquement ni légalement. Il a été remplacé par le Temps Universel. Bien que n'étant plus en vigueur, GMT est encore bien souvent utilisé comme synonyme d'UTC, qui est le nouveau standard international; il est alors traduit par Greenwich Meridian Time, expression qui n'a rien d'officiel.

Malgré son nom le temps sidéral n'est pas une échelle de temps. Il est utilisé en astronomie de position pour repérer la position des astres sur la voûte céleste. Un jour sidéral est le temps que met la Terre pour effectuer une révolution complète par rapport aux étoiles : c'est le temps qui sépare deux passages successifs d'une même étoile au méridien d'un lieu terrestre. Un jour sidéral dure approximativement 23 heures 56 minutes 4 secondes.